# Skotsk Højlandskvæg
Skotsk Højlandskvæg er en kødkvægsrace fra det skotske højland. 
Dens kendetegn er store horn og lang pels.
Skotsk højlandskvæg anvendes flere steder i Danmark til naturpleje fx på Amager Fælled og i Ådalen mellem Hjerting og Sædding, hvor det ved afgræsning holder enge fri for pilekrat. Ligeledes i Hinnerup i Østjylland.
Racen blev importeret til Vestskoven på Københavns Vestegn i begyndelsen af 1970'erne som det første sted i Danmark[kilde mangler].